# Pereïaslavka
Pereïaslavka (en russe : Перея́славка) est une commune urbaine du raïon de Lazo du kraï de Khabarovsk, en Russie. Elle est le centre administratif de l'établissement urbain de Pereïaslavka, et se trouve en Extrême-Orient russe. Sa population s'élevait à 7 815 habitants en 2023.    

## Géographie
La commune urbaine de Pereïaslavka se situe en Extrême-Orient russe, dans le kraï de Khabarovsk, dans le district fédéral d'Extrême-Orient. La localité se trouve dans le raïon de Lazo, une des raïons du kraï, et fait partie de l'établissement urbain de Pereïaslavka, une municipalité du raïon, dont il est le chef-lieu,,.
Pereïaslavka, comme tout le kraï de Khabarovsk, est située dans le fuseau horaire MSK+7 (heure de Vladivostok). Le décalage horaire appliqué par rapport au temps universel coordonné est +10:00.

## Démographie
Recensements (*) et estimations de la population:
| 2002*  | 2010* | 2021* | 2023  | - |
| ------ | ----- | ----- | ----- | - |
| 10 455 | 8 921 | 7 892 | 7 815 | - |